# Diplazium subserratum
Diplazium subserratum är en majbräkenväxtart som först beskrevs av Carl Ludwig Blume och som fick sitt nu gällande namn av Thomas Moore.
Diplazium subserratum ingår i släktet Diplazium och familjen Athyriaceae. Inga underarter finns listade i Catalogue of Life.